# Bernard Bourigeaud
Bernard Bourigeaud (1944 - 15 december 2023) was een Frans ondernemer. Hij was tot oktober 2007 CEO van Atos Origin.
Bernard Bourigeaud begon zijn carrière bij de Franse bank CIC. Daarna werkte hij bij Price Waterhouse, Continental Grain, Deloitte, Haskins & Sells. In 1991 richtte hij het bedrijf Axime op. In 1996 werd het bedrijf Sligos overgenomen en het nieuwe bedrijf werd omgedoopt tot Atos.
In november 2000 fuseerde Atos met het Nederlandse Origin waaruit Atos Origin ontstond. In augustus 2007 maakte Bernard Bourigeaud bekend dat hij per oktober zijn CEO-schap zou overdragen aan Philippe Germond.